# 大橋直樹 (俳優)
大橋 直樹（おおはし なおき、1997年10月30日 - ）は、日本の俳優。京都府出身。リガメント所属。

## 略歴
京都造形芸術大学映画学科を卒業。
2020年より芸能事務所リガメントに所属。
渋谷ABEMASスタッフとして勤務していた2024年1月19日、松本吉弘のポジションを代役していたMリーグ2023-24シーズンのリハーサルで地和を和了る。なお、これが同シーズンのＭリーグおよびMリーグのリハーサルで唯一の役満となった。
特技はライダーポーズ。

## 出演

### テレビドラマ
- 親バカ青春白書（2020年、日本テレビ）
- しもべえ（2022年、NHK）
- ふたりのウルトラマン（2022年、NHK BSプレミアム） - 満田かずほ

### 映画
- ハングマンズノット（2017年）